# Obituary
Obituary – amerykańska grupa muzyczna wykonująca death metal, powstała na Florydzie w 1984 roku pod nazwą Executioner, następnie zmieniła nazwę na Xecutioner, a w końcu na Obituary. Już jako Obituary skład grupy tworzyli: John Tardy, Allen West, Trevor Peres, David Tucker i Donald Tardy. Do 2009 roku zespół wydał osiem albumów studyjnych pozytywnie ocenianych zarówno przez fanów, jak i krytyków muzycznych.
Zespół pięciokrotnie odwiedzał Polskę: w 2024 roku jako supporter wraz z Jinjer i zespołem Sepultura w Katowickiej hali Spodek, w 1992, dając koncert razem z Napalm Death oraz Dismember w katowickiej hali AWF-u oraz 3 lipca tegoż roku w poznańskiej Arenie, 12 listopada 1994 w Chorzowie wraz z Anathema i Solstice, 24 sierpnia 2006 w Warszawie z zespołami: Grave, Sinister i Catamenia oraz w 2008 roku – występując 8 stycznia w warszawskiej Proximie i 9 stycznia w krakowskim klubie Studio w towarzystwie szwedzkiego Avatar i niemieckiego zespołu Holy Moses. Według danych z 2003 roku wydawnictwa zespołu w samych Stanach Zjednoczonych sprzedały się w nakładzie 368 616 egzemplarzy.

## Historia

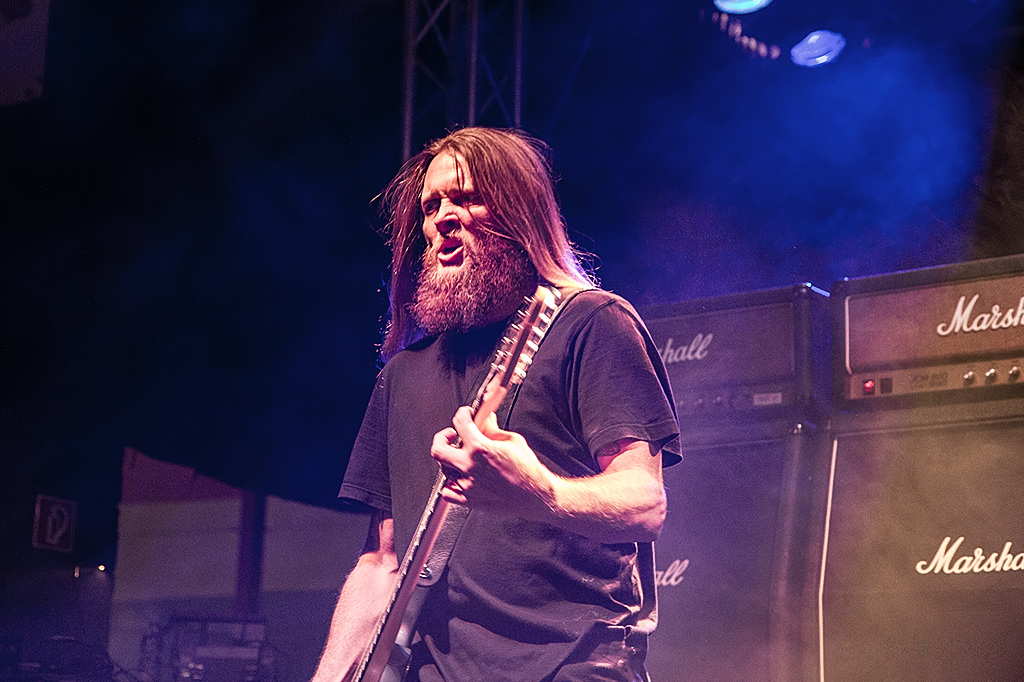
Trevor Peres, 2012

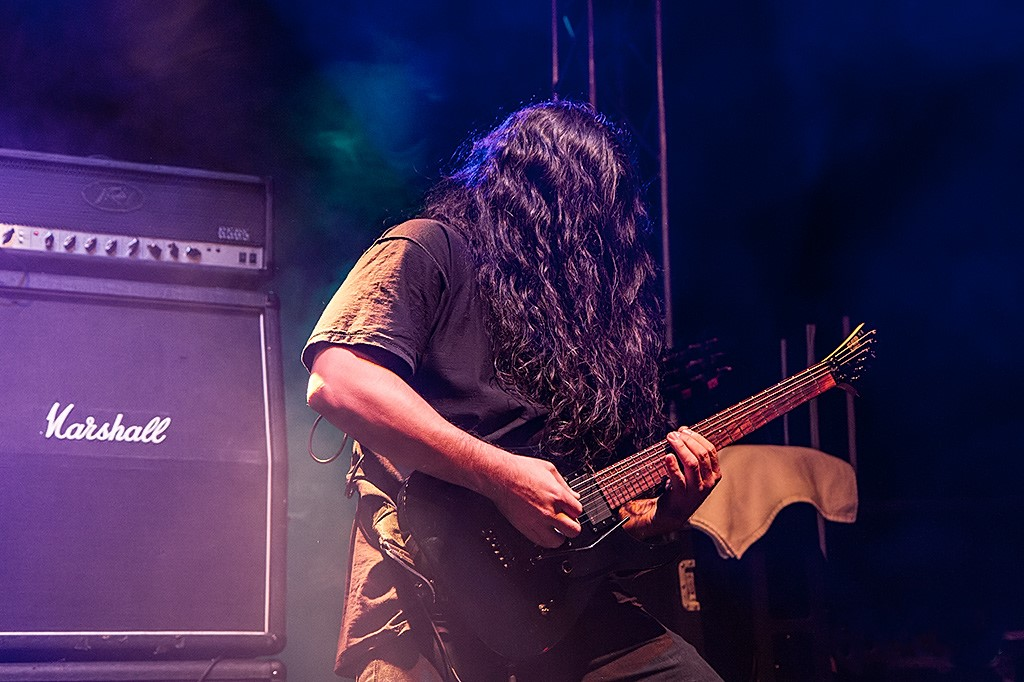
Kenny Andrews, 2012

Grupa powstała w 1984 roku na Florydzie pod nazwą Executioner, następnie zmieniła nazwę na Xecutioner, a w końcu na Obituary. Już jako Obituary skład grupy tworzyli: John Tardy, Allen West, Trevor Peres, David Tucker i Donald Tardy. 14 czerwca 1989 roku ukazał się pierwszy album grupy pt. Slowly We Rot. Jej producentem jest znany z branży Amerykanin – Scott Burns. 19 września 1990 roku ukazał się drugi album zatytułowany Cause of Death. Płyta odniosła duży sukces, jednocześnie przyniosła sławę zespołowi. Współtwórcą tego albumu jest James Murphy, wykonujący bardzo techniczne, a zarazem melodyjne partie solowe na gitarze (znany m.in. z twórczości w Death, Malevolent Creation czy Testament). Na płycie znalazł się cover utworu Circle of the Tyrants zespołu Celtic Frost. Na początku 1991 roku zespół odbył trasę koncertową wraz z Cenopath, Bloodsoaked, Black Thorn i Ripping Flesh. W maju tego samego roku Obituary odbył trasę koncertową w Wielkiej Brytanii.
21 kwietnia 1992 roku został wydany trzeci album pt. The End Complete. 26 lipca 1994 roku ukazał się pierwszy minialbum Obituary pt. Don’t Care. 6 września tego samego roku został wydany czwarty album pt. World Demise. W ramach promocji grupa odbyła europejską trasę koncertową wraz z takimi zespołami jak Sepultura, Voodoocult. Rok później zespół również wystąpił w Europie. Koncerty Obituary poprzedziły grupy Eyehategod i Pitchshifter. 22 marca 1997 roku ukazał się piąty album pt. Back from the Dead. Tego samego roku zespół zawiesił działalność.
22 kwietnia 1998 roku ukazał się pierwszy album koncertowy zespołu zatytułowany Dead. 23 stycznia 2001 roku ukazała się pierwsza kompilacja nagrań zespołu pt. Anthology. W 2003 roku zespół wznowił działalność. 12 lipca 2005 roku ukazał się szósty album Obituary pt. Frozen in Time. Materiał wyprodukował sam zespół, natomiast za inżynierię dźwięku odpowiedzialni byli Mark Prator i Scott Burns. 27 września 2006 roku zostało wydane pierwsze wydawnictwo DVD zespołu pt. Frozen Alive. Na płycie ukazał się koncert zarejestrowany w warszawskim klubie Stodoła. W 2007 roku zespół podpisał kontrakt płytowy z wytwórnią muzyczną Candlelight Records. Wkrótce potem do zespołu dołączył gitarzysta Ralph Santolla, który zastąpił Allena Westa. Wokalista John Tardy o nowym muzyku w zespole wypowiedział się następująco:

Wiem, że pojawiło się wiele spekulacji na temat zastępstwa za Allena Westa, który nie może z nami grać. To dziwne, jak ta sprawa się rozwiązała. Znamy Ralpha od dawna i doskonale wiemy, jak dobrym jest gitarzystą, ale niespodzianką dla nas było to, jak dobrze nam się pracuje. Ralph nie tylko z nami nagrywa, ale pojedzie też z zespołem na koncerty do Europy i zagra trasę w Stanach.

28 sierpnia tego samego roku ukazał się siódmy album pt. Xecutioner’s Return. Okładkę wydawnictwa przygotował Andreas Marshall. 29 stycznia 2008 roku ukazała się druga kompilacja zespołu pt. The Best of Obituary. 16 września również w 2008 roku został wydany minialbum pt. Left to Die. Płyta została wydana w limitowanym do 500 egzemplarzy nakładzie. W styczniu 2009 roku grupa odbyła trasę koncertową w Stanach Zjednoczonych wraz z Malevolent Creation. W marcu Obituary wystąpił w Holandii, Niemczech, Belgii, Wielkiej Brytanii, Francji, Czechach i Włoszech. 30 czerwca tego samego roku ukazał się ósmy album pt. Darkest Day poprzedzony singlem Blood to Give. Natomiast 19 listopada ukazało się drugie wydawnictwo DVD Obituary pt. Live Xecution – Party.San 2008. W grudniu tego samego roku zespół dał szereg koncertów w Brazylii.

## Muzycy
| Obecny skład zespołu - John Tardy – śpiew (1984–1997, od 2003) - Trevor Peres – gitara (1984–1997, od 2003) - Donald Tardy – perkusja (1984–1997, od 2003) - Kenny Andrews – gitara (od 2012) - Terry Butler – gitara basowa (od 2010) Muzycy koncertowi - Kenny Andrews – gitara basowa (2010, 2011) - Steve DiGiorgio – gitara basowa (2010) - Lee Harrison – gitara (2012) | Byli członkowie zespołu - James Murphy – gitara (1989–1991) - Allen West – gitara (1988–1989, 1992–1997, 2003–2006) - Ralph Santolla – gitara (2007–2011) - Daniel Tucker – gitara basowa (1988–1989) - Jerome Grable – gitara basowa (1984–1988) - Frank Watkins – gitara basowa (1989–1997, 2003–2010) - JP Chartier – gitara (1986–1987) - Mark Vito – gitara (1984) - Jerry Tidwell – gitara (1985) |

Oś czasu

## Dyskografia

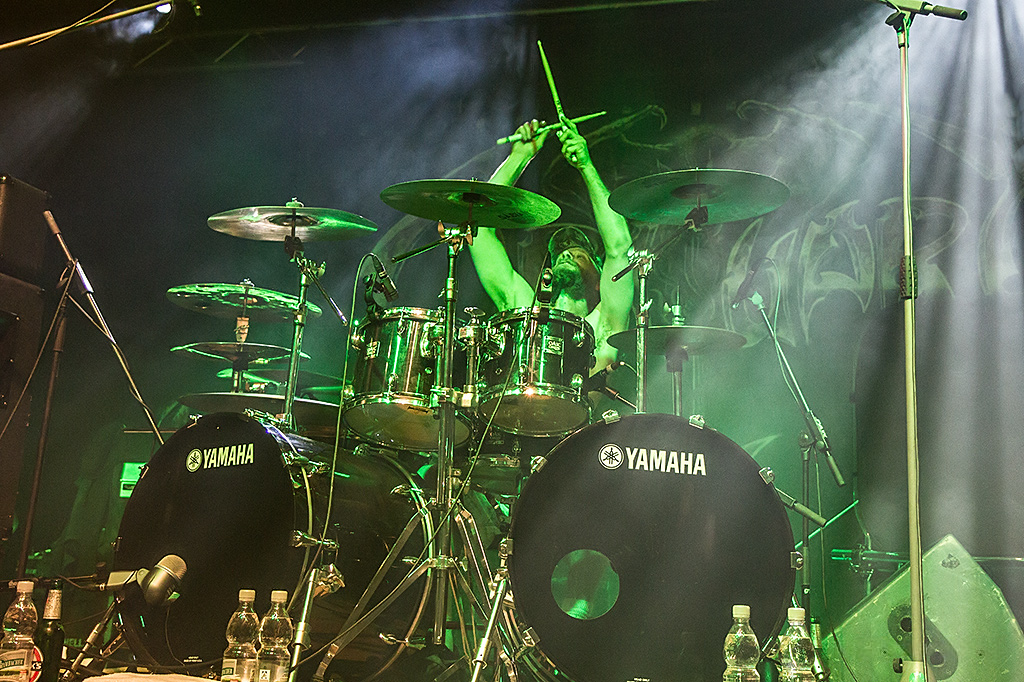
Donald Tardy, 2012

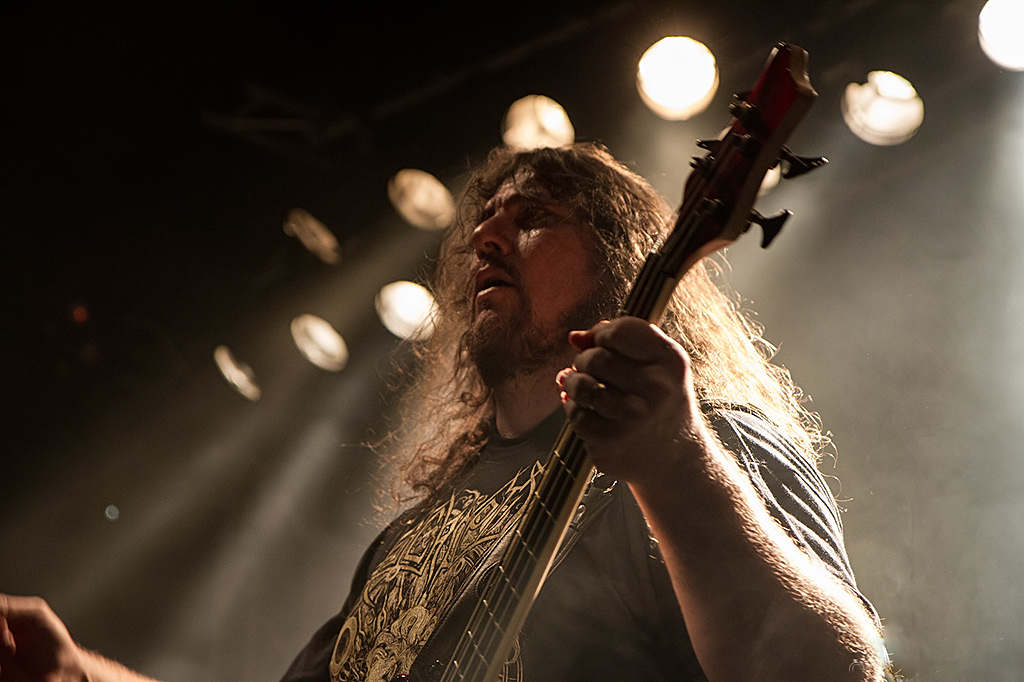
Terry Butler, 2012

Albumy studyjne
| Slowly We Rot                           | - Data: 14 czerwca 1989 - Wydawca: Roadracer Records          | –   | –  | –   | –  | –  | - USA: 250 tys.+ |
| Cause of Death                          | - Data: 19 września 1990 - Wydawca: Roadrunner Records        | –   | –  | –   | –  | –  |                  |
| The End Complete                        | - Data: 21 kwietnia 1992 - Wydawca: Roadrunner Records        | –   | 43 | 52  | –  | 74 | - USA: 103 tys.+ |
| World Demise                            | - Data: 6 września 1994 - Wydawca: Roadrunner Records         | –   | 59 | 65  | 39 | 49 |                  |
| Back from the Dead                      | - Data: 22 marca 1997 - Wydawca: Roadrunner Records           | –   | –  | –   | –  | 92 |                  |
| Frozen in Time                          | - Data: 12 lipca 2005 - Wydawca: Roadrunner Records           | –   | 93 | –   | –  | –  | - USA: 2 tys.+   |
| Xecutioner’s Return                     | - Data: 28 sierpnia 2007 - Wydawca: Candlelight Records       | –   | –  | –   | –  | –  | - USA: 2 tys.+   |
| Darkest Day                             | - Data: 30 czerwca 2009 - Wydawca: Candlelight Records        | –   | –  | –   | –  | –  | - USA: 1 tys.+   |
| Inked in Blood                          | - Data: 28 października 2014 - Wydawca: Gibtown Music/Relapse | 75  | 56 | 174 | 65 | 81 | - USA: 5 tys.+   |
| Obituary                                | - Data: 17 marca 2017 - Wydawca: Relapse Records              | 184 | 24 | –   | 34 | 67 | - USA: 4,2 tys.+ |
| Dying of Everything                     | - Data: 13 stycznia 2023 - Wydawca: Relapse Records           |     |    |     |    |    |                  |
| „–” oznacza, że album nie był notowany. |                                                               |     |    |     |    |    |                  |

Albumy wideo
| Tytuł                          | Dane dot. albumu                                             |
| ------------------------------ | ------------------------------------------------------------ |
| Frozen Alive                   | - Data: 27 września 2006 - Wytwórnia: Metal Mind Productions |
| Live Xecution – Party.San 2008 | - Data: 19 listopada 2009 - Wytwórnia: Regain Records        |

Kompilacje
| Tytuł                    | Dane dot. albumu                                          |
| ------------------------ | --------------------------------------------------------- |
| Anthology                | - Data: 23 stycznia 2001 - Wytwórnia: Roadrunner Records  |
| The Best of Obituary     | - Data: 29 stycznia 2008 - Wytwórnia: Roadrunner Records  |
| Ten Thousand Ways to Die | - Data: 21 października 2016 - Wytwórnia: Relapse Records |

Minialbumy
| Tytuł       | Dane dot. albumu                                          |
| ----------- | --------------------------------------------------------- |
| Don’t Care  | - Data: 26 lipca 1994 - Wytwórnia: Roadrunner Records     |
| Left to Die | - Data: 16 września 2008 - Wytwórnia: Candlelight Records |

Albumy koncertowe
| Tytuł | Dane dot. albumu                                         |
| ----- | -------------------------------------------------------- |
| Dead  | - Data: 22 kwietnia 1998 - Wytwórnia: Roadrunner Records |

## Teledyski
| Tytuł              | Rok  | Reżyseria     | Album               |
| ------------------ | ---- | ------------- | ------------------- |
| „The End Complete” | 1992 | –             | The End Complete    |
| „Don’t Care”       | 1994 | –             | World Demise        |
| „Insane”           | 2005 | Michael Sarna | Frozen In Time      |
| „On The Floor”     | 2006 | Michael Sarna | Frozen In Time      |
| „Evil Ways”        | 2008 | Hart Fisher   | Xecutioner’s Return |
| „Violence”         | 2015 | Balász Gróf   | Inked in Blood      |

## Nagrody i wyróżnienia
| Rok  | Kategoria             | Tytułem  | Nagroda                     | Nota      | Źródło |
| ---- | --------------------- | -------- | --------------------------- | --------- | ------ |
| 2010 | Best Underground Band | Obituary | Revolver Golden Gods Awards | Nominacja | [ 50 ] |